# Zoek de moordenaar
Zoek de moordenaar (originele titel: Dead man's Folly) is een detectiveverhaal van Agatha Christie. Het werk verscheen voor het eerst in oktober 1956 in de Verenigde Staten en werd gepubliceerd door Dodd, Mead and Company. In het Verenigd Koninkrijk werd het boek een maand later uitgebracht door Collins Crime Club. Sinds oktober 2010 is het boek in het Nederlands verkrijgbaar en wordt het verspreid door Luitingh-Sijthoff.

## Verhaal
Ariadne Oliver stuurt Hercule Poirot een telegram met de vraag om zo snel mogelijk naar "het huis van Nasse" in Devon te komen. Ariadne is bezig met de voorbereidingen van een moordverhaal dat de volgende dag zal worden gespeeld tijdens een zomerfeest. Dit zomerfeest wordt georganiseerd door de familie Stubbs en hun vrienden; bezoekers aan het zomerfeest kunnen tegen betaling aan het spel deelnemen. Ariadne heeft van een aantal familieleden aanwijzingen gekregen om in haar verhaal kleine veranderingen te brengen. Iets in haar zegt dat deze subtiele wijzigingen zullen leiden tot een echte moord.
"Huis van Nasse" was oorspronkelijk eigendom van Amy Folliat. Zij is de enige van haar familie die nog in leven is. Haar twee zonen stierven tijdens de oorlog en na de dood van haar man bleek de schuldenberg zo hoog te zijn dat ze haar landgoed moest verkopen. De huidige eigenaar is de rijke George Stubbs. Hij gaf Amy toestemming om te wonen in een van de bijgebouwen. George is getrouwd met de veel jongere Hattie, een arme wees die door Amy enige tijd eerder werd overgebracht naar Devon.
Michael Weyman, een architect die werd aangenomen om een tennisveld aan te leggen, bekritiseert de recent gebouwde folly in het bos. George is boos op enkele jonge toeristen, waaronder een Nederlandse en Italiaanse vrouw, die over het domein lopen als binnenweg naar een nabijgelegen veerboot. Hattie is niet opgezet met de onverwachte komst van haar neef Etienne de Sousa die per brief heeft laten weten dat hij onderweg is. Daarbij komt dat hij dan ook nog eens net arriveert op de dag van het zomerfeest.
Marlene Tucker, lid van de plaatselijke scoutgroep, zal tijdens het moordspel het slachtoffer spelen. Zij zit in het boothuis. Zodra een deelnemer van het spel aan het boothuis komt, moet Marlene doen alsof ze dood is. Mevrouw Brevis is de eerste persoon die aan het boothuis komt. Zij is geen deelneemster, maar brengt enkel een dienblad met wat versnaperingen en thee, dit in opdracht van Hattie. Niet veel later vinden Ariadne en Hercule het dode lichaam van Marlene in het boothuis. Sindsdien is Hattie ook spoorloos. Het onderzoek richt zich eerst tot Etienne de Sousa, vervolgens op Amanda Brewis en daarna op Legges. Weken later is Hattie nog steeds vermist. Marlenes grootvader Merdell blijkt ook gestorven te zijn door een ongeval.
Poirot kan een aantal zaken aan elkaar linken: Marlene vertelt hoe haar opa Merdell ooit heeft verteld dat hij een dode vrouw in het bos had zien liggen, die weg was toen hij weer ging kijken. Ook verklaarde Merdell aan Poirot dat er in Devon altijd "Folliats" in het Huis van Nasse zullen wonen. Poirot achterhaalt dat George Stubbs in werkelijkheid James Folliat is, een zoon van Amy. James stierf dus niet tijdens de oorlog, maar kwam terug als zijnde George Stubbs. Hattie blijkt niet arm, maar wel steenrijk te zijn. Amy bracht Hattie wel over naar Devon en koppelde haar met George zodat hun financiële problemen waren opgelost. Er was echter nog één probleem: George was al getrouwd met een Italiaanse vrouw voordat hij terugkeerde naar Devon. Hij ging dus een tweede huwelijk aan met Hattie. Tijdens Hatties eerste nacht in Devon vermoordde George haar en begroef haar in het bos. Later werd op het graf een folly gezet. George zijn eerste vrouw keerde daarop naar Devon en nam de identiteit van Hattie over.
Zowel Marlene als Merdell achterhaalden de ware identiteit van George en Hattie. Daarom kreeg Marlene regelmatig zwijggeld van Hattie. George en Hattie vonden dat dit moest stoppen en besloten daarom om Marlene en Merdell te vermoorden. Dit was niet het enige probleem: ook Hattie moest verdwijnen. Etienne, die blijkbaar al weken eerder zijn komst had laten weten, zou onmiddellijk merken dat deze Hattie niet zijn nichtje is. Daarom nam Georges vrouw op de dag van het zomerfeest en deze daarvoor afwisselend de identiteit aan van Hattie en deze van een Italiaanse toeriste. Hattie stuurt Brewis naar Marlene. Daarna vermoordt Hattie Marlene. Vervolgens herneemt ze haar rol als Italiaanse toeriste en gooit de Hattie-vermomming in de rivier, reden waarom wordt aangenomen dat Hattie is verdronken en het lijk is afgedreven. Hattie en George hadden subtiele wijzigingen gevraagd aan Ariadne: zo stonden zij er onder andere op dat Marlene het slachtoffer moest worden. De moord op Merdell laten ze op een ongeluk lijken (dronken uitgegleden bij zijn boot).
Noch het arrest, noch het lot van de familie wordt vermeld. Het boek eindigt wanneer de politie de folly opbreekt om op zoek te gaan naar het lijk van de echte Hattie.

## Verfilmingen
Het boek werd twee keer verfilmd:
- In 1986 met Peter Ustinov in de rol van Poirot. De film werd grotendeels opgenomen in en rond West Wycombe Park in Buckinghamshire.
- In 2013 voor de reeks Agatha Christie's Poirot, waar David Suchet de rol van Poirot speelt. De verhaallijn van deze film wijkt ietwat af van de originele. De tijdlijn is in de jaren dertig, daar waar dit in het boek de jaren vijftig is. In het boek is James Folliat een deserteur die terugkeert onder de naam George Stubbs. In de film wordt hij door Amy Folliat naar Zuid-Afrika gestuurd om daar zogezegd om te komen bij een vliegtuigongeluk. Enkele personages kregen een andere naam of andere familieband, maar hun rol in het verhaal blijft hetzelfde. Zo wordt mevrouw Masterton de vrouw van Captain Warburton. Marylin werd omgedoopt in Gertie en is Marylins oudere zus. Miss Lemon, Marlenes ouders en de "man in shirt" werden verwijderd. Ook het einde van het verhaal is anders: in het boek eindigt het verhaal tijdens de opgravingen van de echte Hattie en wordt in het midden gelaten wat er met de familie Folliat gebeurt. In de film komt hier een extra scène achter waarin George en Amy bespreken wat te doen. Het beeld verplaatst zich dan terug naar de opgravingen. In de achtergrond hoort men twee geweerschoten, wat suggereert dat George en Amy zichzelf hebben gedood.